# Offenbach (Main) Hauptbahnhof
Offenbach (Main) Hauptbahnhof – główna stacja kolejowa w Offenbach am Main, w kraju związkowym Hesja, w Niemczech.
Stacja obsługuje obecnie połączenia regionalne (Regionalbahn i Regional-Express) wewnątrz Hesji i w kierunku Bawarii, i poza tym tylko dwa pociągi dalekobieżne InterCity dziennie. Od maja 1996 przez jakiś czas na dworcu zatrzymywały się również pociągi ICE w kierunku Monachium i Drezna, obecnie przejeżdżają bez zatrzymania.
Stacja straciła na znaczeniu w momencie otwarcia tunelu średnicowego w Offenbach i koncentracją pociągów S-Bahn na tejże trasie. Tunel średnicowy przebiega przez ścisłe centrum miasta i oferuje trzy podziemne stacje i obsługę przez cztery linie S-Bahn. Natomiast dworzec główny położony jest na południe od centrum miasta i nie oferuje podróżnym dojeżdżającym z lub do Frankfurtu, dogodnego połączenia z oddalonymi o parę kilometrów centrami obu miast.
Deutsche Bahn już od dłuższego czasu nie inwestowała w utrzymanie dworca, w styczniu 2011 roku zamknięta została ostatnia kasa biletowa. Bilety można zakupić w automacie lub na stacji S-Bahn Offenbach-Marktplatz, gdzie znajduje się Reisezentrum mające dwa okienka kasowe.
Część dworca została nieodpłatnie przekazana studentom z Wyższej Szkoły Wzornictwa (Hochschule für Gestaltung) w Offenbach jako atelier.

## Historia
Budynek Dworca Głównego powstał w latach 1872–1873 w ramach budowy linii kolejowej Frankfurt nad Menem – Bebra w stylu neorenesansowym. Inwestorem był Zarząd Kolei Rzeszy we Frankfurcie (Reichsbahnverwaltung Frankfurt). Ze względu na rozwój miasta tory zostały w latach 1912–1926 przeniesione na nasyp, aby umożliwić bezkolizyjny ruch kołowy na ulicach poprzecznych do linii kolejowej, przebiegającej odtąd na wiaduktach. Z tego względu przebudowano też dworzec. Ze względu na trudną sytuację gospodarczą nie zdecydowano się na nowy budynek, lecz gruntownie przebudowano istniejący w formach formach architektury konserwatywno-tradycjonalistycznej.

## Połączenia
Połączenia InterCity (pojedyncze pociągi)
- Mainz - Frankfurt Süd – Offenbach (Main) Hbf – Hanau – Fulda – Berlin

Połączenia regionalne
- RE 50: Fulda – Wächtersbach – Gelnhausen – Hanau – Offenbach (Main) Hbf – Frankfurt nad Menem
- RB 51: Wächtersbach – Gelnhausen – Hanau – Offenbach (Main) Hbf – Frankfurt nad Menem
- RE 55: (Norymberga) – Würzburg – Aschaffenburg – Hanau – Offenbach (Main) Hbf – Frankfurt nad Menem
- RE 85: (Erbach–) – Groß-Umstadt Wiebelsbach – Seligenstadt (Hess) – Hanau – Offenbach (Main) Hbf – Frankfurt nad Menem

Połączenia autobusowe
Dworzec obsługują dwie linie regionalnego przedsiębiorstwa komunikacyjnego Regionalverkehr Kurhessen GmbH oraz trzy linie lokalnego przedsiębiorstwa komunikacyjnego Offenbacher Verkehrsbetriebe (OVB).

Zdjęcia dworca
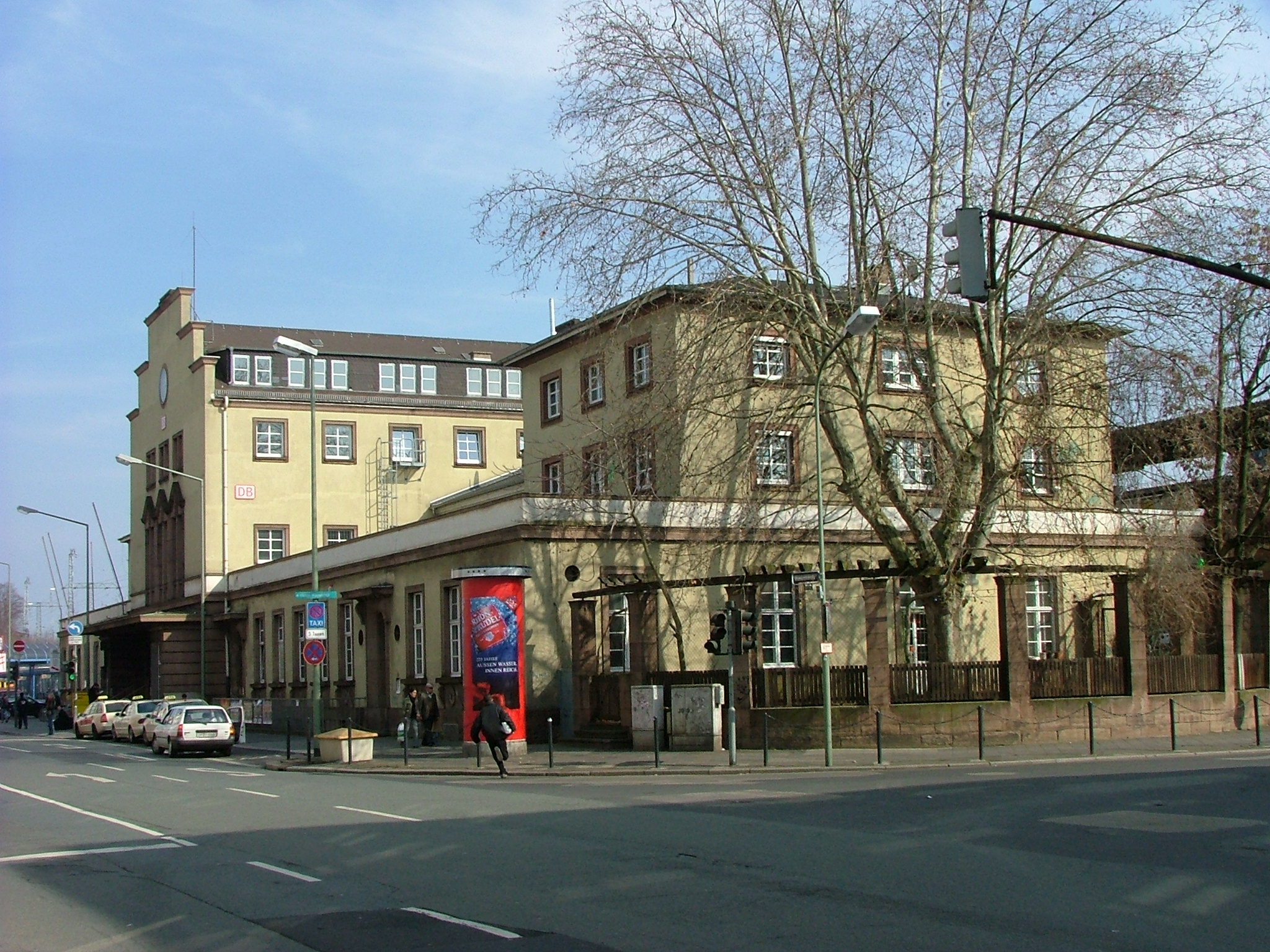
Wejście główne
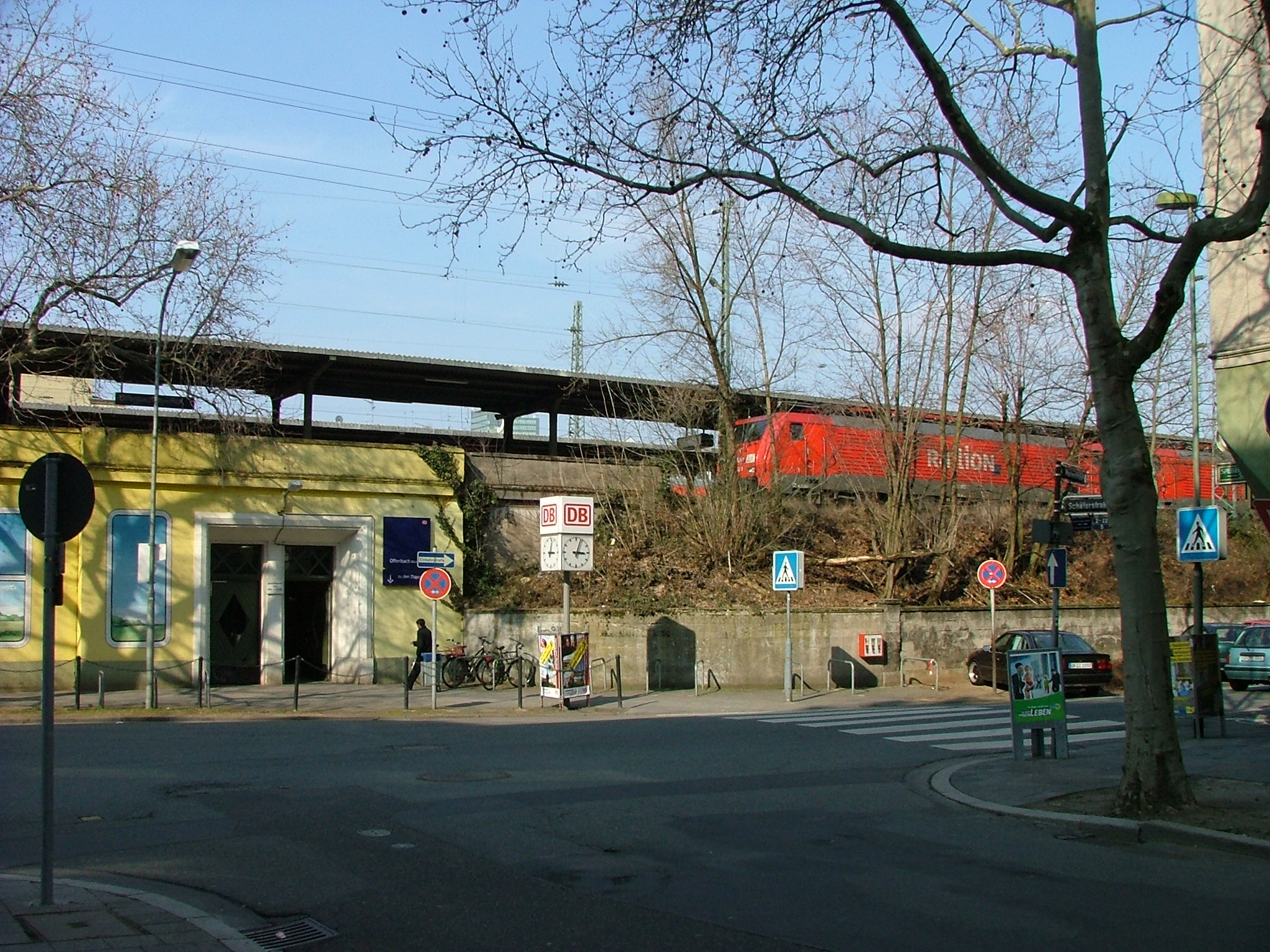
Dworzec główny, strona południowa
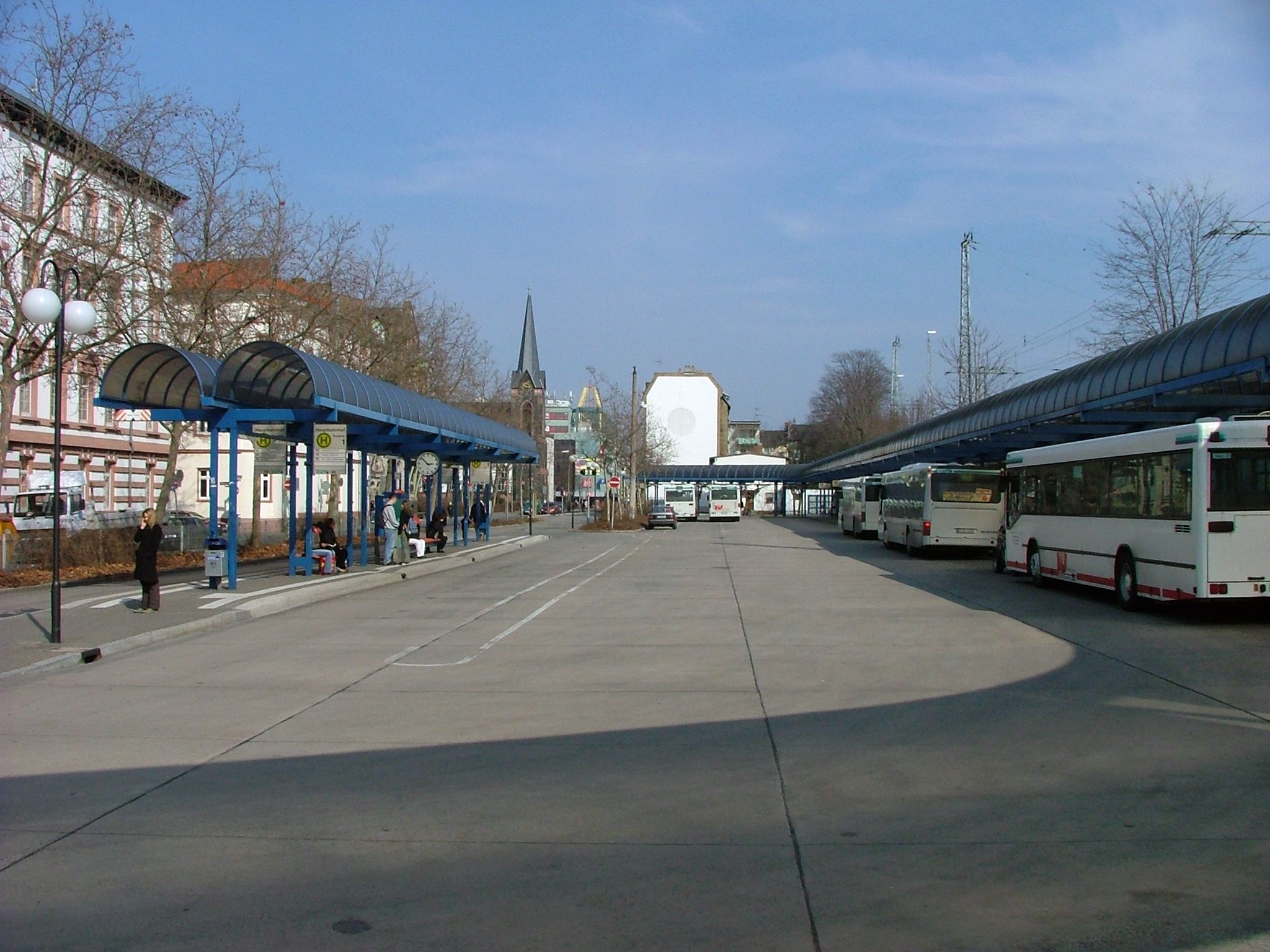
Widok z dworca w kierunku dworca autobusowego przy Bismarckstraße
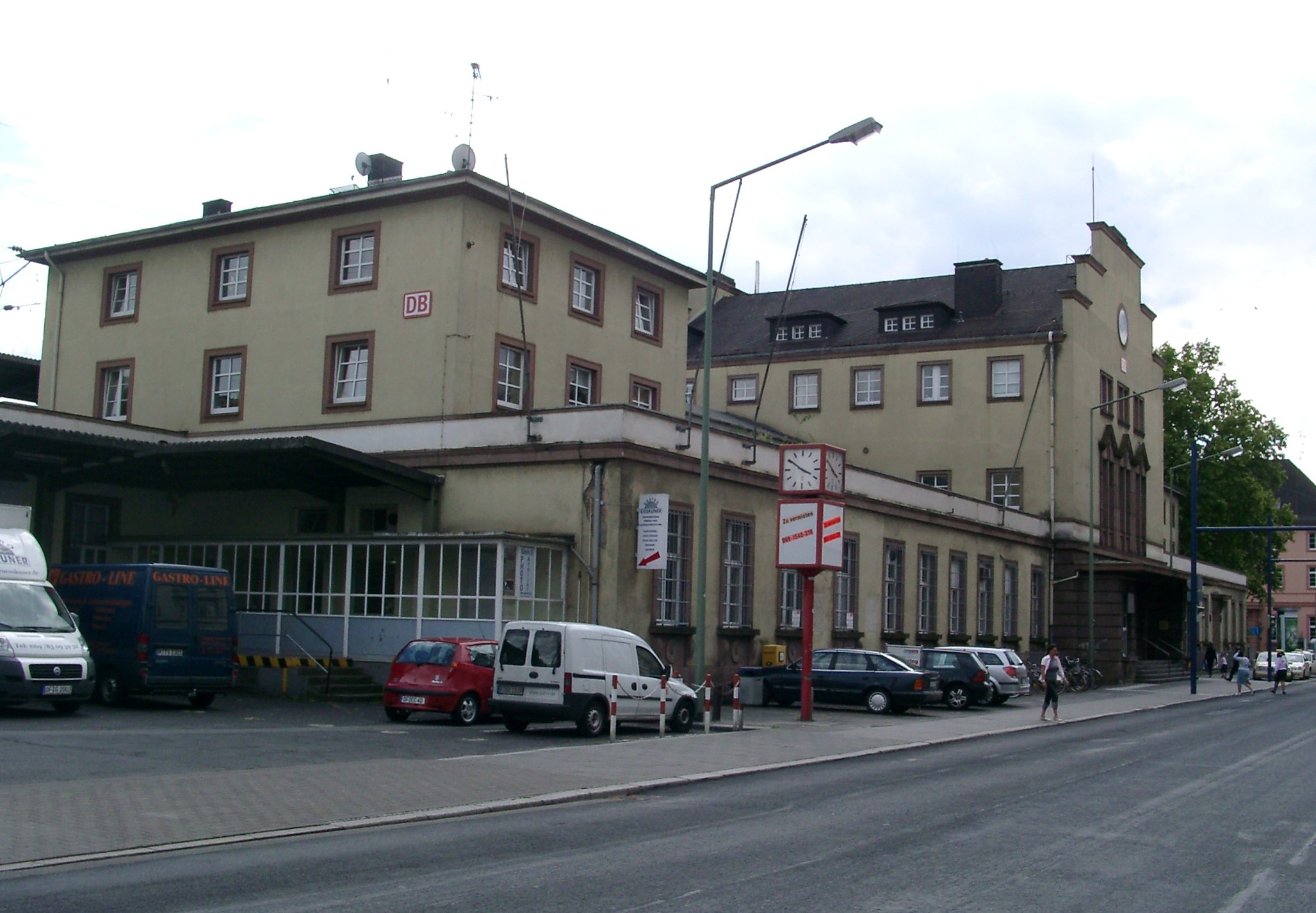
Widok dworca od strony dworca autobusowego

## Plany na przyszłość
Miasto Offenbach am Main od lat planuje przeniesienie pozostałego ruchu z dworca głównego na dworzec Offenbach (Main) Ost, gdzie istniałaby możliwość przesiadki do 4 linii S-Bahn Ren-Men oraz lepsze połączenia autobusowe. Plany te napotykają na niechęć ze strony Deutsche Bahn, gdyż Offenbach z racji swego położenia, ma dogodne i szybkie połączenia lokalne (S-Bahn, tramwaj, autobus, pociągi regionalne) z frankfurckim dworcem głównym, jak i z dworcem Südbahnhof.